# Naan
Naan (dévanágarí: नान, nān; persky/kurdsky/urdsky: نان‎; v turkických jazycích: Nan nebo Non) je kvasnicový plochý chléb pečený v peci, například v tandúru. K výrobě chleba se používá pšeničná mouka. Je typický pro kuchyně jihozápadní, střední a jižní Asie.
V Indii je populární hlavně v kašmírské kuchyni. Podává se např. jako česnekový, sezamový, s cibulí, zeleninou, jehněčím, sýrem nebo sušeným ovocem. Dále je v indické kuchyni populární varianta s přepuštěným máslem ghí. Naan je podáván k mnoha pokrmům indické kuchyně.
Ingrediencemi naanu jsou pšeničná mouka, droždí, jogurt, máslo, česnek nakrájený na proužky, černucha, cukr a sůl.

## Citát
Mahátma Gándhí: „Pro hladového člověka je kus chleba tváří boží.“